# آراکسی ساریان-هاروتیونیان
آراکسی ساریان-هاروتیونیان (ارمنی: Արաքսի Սարյան؛ انگلیسی: Araksi Sarian-Harutunian؛ ۱۷ اوت ۱۹۳۷ – ۲۶ سپتامبر ۲۰۱۳) موسیقی‌شناس و نامزد تاریخ هنر اهل ارمنستان که استاد کنسرواتوار دولتی کومیتاس ایروان بود.

## زندگی‌نامه
وی در ۱۷ اوت ۱۹۳۷ در لنیناکان به دنیا آمد وی دختر آرتسرونی هاروتیونیان بود. . وی همچنین از سال ۱۹۶۶ عضو اتحادیه آهنگسازان ارمنستان بود. وی همچنین برنده جوایزی همچون چهره هنری افتخاری جمهوری ارمنستان (۲۰۰۸) و مدال مجلس ملی جمهوری ارمنستان (۲۰۱۱) شد. وی در ۲۶ سپتامبر ۲۰۱۳ در سن ۷۶ سالگی در ایروان درگذشت.